# Lista polskich brydżystów
Lista polskich brydżystów – wykaz polskich brydżystów, którzy spełniają jedno z poniższych kryteriów:
- Zdobywali medale na mistrzostwach Europy, świata i olimpiadach brydżowych;
- Byli opiekunami lub niegrającym kapitanami drużyny, która zdobyła medal na olimpiadzie, mistrzostwach świata lub Europy (w dowolnej kategorii);
- Mają tytuł klasyfikacyjny w brydżu sportowym co najmniej:
  - Mistrza Międzynarodowego,
  - World Master,
  - Senior Master,
  - European Master;
- Mają lub miały uprawnienia brydżowego sędziego międzynarodowego;
- Mają tytuł członka Honorowego PZBS;
- Mają tytuł trenera I. klasy w Brydżu Sportowym;
- Były lub są w zarządach WBF, EBL lub PZBS.

| Polscy brydżyści             | Polscy brydżyści | Polscy brydżyści | Polscy brydżyści | Polscy brydżyści       | Polscy brydżyści       | Polscy brydżyści       | Polscy brydżyści       | Polscy brydżyści       | Polscy brydżyści       | Polscy brydżyści       |
| Zawodnik                     | Cezar            | Cezar            | Kod id.          | Pozycja w rankingu WBF | Pozycja w rankingu WBF | Pozycja w rankingu WBF | Pozycja w rankingu EBL | Pozycja w rankingu EBL | Pozycja w rankingu EBL | Pozycja w rankingu EBL |
| Zawodnik                     | PID              | PKL              | WBF/EBL          | Open                   | Kobiety                | Seniorzy               | Open                   | Kobiety                | Seniorzy               | Juniorzy               |
| ---------------------------- | ---------------- | ---------------- | ---------------- | ---------------------- | ---------------------- | ---------------------- | ---------------------- | ---------------------- | ---------------------- | ---------------------- |
| Andrzej Aleksandrzak         | 1781             | 265              | 3407             | 99999999               | 99999999               | 99999999               | 2158                   | 99999999               | 436                    | 99999999               |
| Krzysztof Antas              | 4527             | 59               | 7513             | 2795                   | 99999999               | 401                    | 606                    | 99999999               | 146                    | 99999999               |
| Konrad Araszkiewicz          | 4762             | 65               | 3521             | 442                    | 99999999               | 99999999               | 436                    | 99999999               | 99999999               | 99999999               |
| Cezary Balicki               | 1221             | 2                | 4861             | 18                     | 99999999               | 99999999               | 36                     | 99999999               | 99999999               | 99999999               |
| Cathy Bałdysz                | 1223             | 179              | 23506            | 99999999               | 66                     | 99999999               | 182                    | 52                     | 99999999               | 99999999               |
| Ewa Banaszkiewicz            | 7777             | 241              | 4049             | 99999999               | 151                    | 99999999               | 399                    | 116                    | 99999999               | 99999999               |
| Natalia Banaś                | 10978            | 4903             | 27641            | 99999999               | 967                    | 99999999               | 655                    | 175                    | 99999999               | 54                     |
| Jacek Baranowski             | 1228             | 810              | 3401             | 99999999               | 99999999               | 99999999               | 2936                   | 99999999               | 99999999               | 99999999               |
| Andrzej Bernatowicz          | 8396             | 2705             | 24222            | 99999999               | 99999999               | 99999999               | 1225                   | 99999999               | 99999999               | 99999999               |
| Jan Marek Betley             | 7779             | 987              | 24223            | 99999999               | 99999999               | 99999999               | 879                    | 99999999               | 99999999               | 99999999               |
| Maciej Bielawski             | 9549             | 884              | 27685            | 99999999               | 99999999               | 99999999               | 467                    | 99999999               | 99999999               | 25                     |
| Andrzej Biernacki            | 3061             | 2439             | 16909            | 99999999               | 99999999               | 99999999               | 99999999               | 99999999               | 99999999               | 99999999               |
| Stanisław Bitner             | 506              | 367              | 99999999         | 99999999               | 99999999               | 99999999               | 99999999               | 99999999               | 99999999               | 99999999               |
| Marek Borewicz               | 11932            | 931              | 7611             | 1666                   | 99999999               | 484                    | 2158                   | 99999999               | 436                    | 99999999               |
| Łukasz Brede                 | 4109             | 183              | 8270             | 1273                   | 99999999               | 99999999               | 1429                   | 99999999               | 99999999               | 99999999               |
| Grażyna Brewiak              | 8117             | 106              | 16910            | 99999999               | 103                    | 99999999               | 171                    | 49                     | 99999999               | 99999999               |
| Krzysztof Buras              | 7291             | 14               | 3522             | 43                     | 99999999               | 99999999               | 59                     | 99999999               | 99999999               | 99999999               |
| Piotr Butryn                 | 7782             | 294              | 24229            | 99999999               | 99999999               | 99999999               | 980                    | 99999999               | 99999999               | 99999999               |
| Stefan Cabaj                 | 10444            | 1098             | 17051            | 99999999               | 99999999               | 99999999               | 787                    | 99999999               | 181                    | 99999999               |
| Bartosz Chmurski             | 6540             | 41               | 5446             | 561                    | 99999999               | 99999999               | 517                    | 99999999               | 99999999               | 99999999               |
| Irena Chodorowska            | 6542             | 111              | 386              | 99999999               | 99999999               | 99999999               | 1375                   | 386                    | 99999999               | 99999999               |
| Jan Maria Chodorowski        | 6543             | 109              | 5063             | 99999999               | 99999999               | 99999999               | 1375                   | 99999999               | 99999999               | 99999999               |
| Mirosław Cichocki            | 4212             | 55               | 7494             | 426                    | 99999999               | 99999999               | 932                    | 99999999               | 99999999               | 99999999               |
| Jarosław Cieślak             | 6554             | 181              | 7449             | 1007                   | 99999999               | 99999999               | 999                    | 99999999               | 99999999               | 99999999               |
| Czesław Czyżkowski           | 6567             | 289              | 10419            | 99999999               | 99999999               | 490                    | 1414                   | 99999999               | 288                    | 99999999               |
| Adam Dudziński               | 533              | 91               | 10535            | 99999999               | 99999999               | 99999999               | 5736                   | 99999999               | 1053                   | 99999999               |
| Katarzyna Dufrat             | 12450            | 704              | 27638            | 99999999               | 87                     | 99999999               | 158                    | 41                     | 99999999               | 99999999               |
| Dominik Filipowicz           | 5611             | 169              | 6545             | 337                    | 99999999               | 99999999               | 902                    | 99999999               | 99999999               | 99999999               |
| Marian Frenkiel              | 542              | 30               | 1098             | 577                    | 99999999               | 99999999               | 1624                   | 99999999               | 389                    | 99999999               |
| Grzegorz Gardynik            | 1305             | 83               | 6821             | 1892                   | 99999999               | 99999999               | 746                    | 99999999               | 99999999               | 99999999               |
| Wojciech Gaweł               | 8203             | 182              | 27680            | 285                    | 99999999               | 99999999               | 521                    | 99999999               | 99999999               | 99999999               |
| Piotr Gawryś                 | 8513             | 4                | 1124             | 47                     | 99999999               | 99999999               | 93                     | 99999999               | 99999999               | 99999999               |
| Bogusław Gierulski           | 4250             | 36               | 3527             | 185                    | 99999999               | 99999999               | 197                    | 99999999               | 99999999               | 99999999               |
| Mieczysław Goczewski         | 548              | 345              | 10697            | 99999999               | 99999999               | 99999999               | 1650                   | 99999999               | 332                    | 99999999               |
| Stanisław Gołębiowski        | 1318             | 6                | 6772             | 105                    | 99999999               | 99999999               | 254                    | 99999999               | 99999999               | 99999999               |
| Tomasz Gotard                | 15621            | 79               | 3594             | 223                    | 99999999               | 99999999               | 226                    | 99999999               | 99999999               | 99999999               |
| Katarzyna Górniak            | 10234            | 2905             | 27639            | 99999999               | 99999999               | 99999999               | 1719                   | 470                    | 99999999               | 99999999               |
| Ewa Agnieszka Grabowska      | 6613             | 365              | 14806            | 99999999               | 815                    | 99999999               | 711                    | 189                    | 99999999               | 99999999               |
| Michał Gulczyński            | 12275            | 1342             | 27653            | 587                    | 99999999               | 99999999               | 259                    | 99999999               | 99999999               | 9                      |
| Artur Guła                   | 3184             | 210              | 8402             | 99999999               | 99999999               | 99999999               | 753                    | 99999999               | 99999999               | 99999999               |
| Krzysztof Gwis               | 554              | 86               | 10921            | 99999999               | 99999999               | 99999999               | 547                    | 99999999               | 128                    | 99999999               |
| Ewa Harasimowicz             | 7792             | 205              | 3622             | 1320                   | 190                    | 99999999               | 261                    | 70                     | 99999999               | 99999999               |
| Danuta Hocheker              | 4271             | 271              | 4681             | 4473                   | 249                    | 99999999               | 1286                   | 346                    | 99999999               | 99999999               |
| Magdalena Holeksa            | 11871            | 1631             | 28709            | 99999999               | 545                    | 99999999               | 350                    | 97                     | 99999999               | 99999999               |
| Bartłomiej Igła              | 2667             | 431              | 14810            | 99999999               | 99999999               | 99999999               | 474                    | 99999999               | 99999999               | 99999999               |
| Włodzimierz Ilnicki          | 6629             | 188              | 10854            | 99999999               | 99999999               | 99999999               | 787                    | 99999999               | 181                    | 99999999               |
| Rafał Jagniewski             | 5056             | 37               | 5743             | 708                    | 99999999               | 99999999               | 329                    | 99999999               | 99999999               | 99999999               |
| Artur Janeczko               | 11128            | 2721             | 27656            | 99999999               | 99999999               | 99999999               | 2158                   | 99999999               | 99999999               | 250                    |
| Wacław Janicki               | 4593             | 186              | 4762             | 99999999               | 99999999               | 476                    | 891                    | 99999999               | 167                    | 99999999               |
| Przemysław Janiszewski       | 4108             | 48               | 8265             | 93                     | 99999999               | 99999999               | 424                    | 99999999               | 99999999               | 99999999               |
| Aleksandra Jarosz            | 12108            | 2094             | 28652            | 99999999               | 99999999               | 99999999               | 735                    | 197                    | 99999999               | 99999999               |
| Krzysztof Jassem             | 8979             | 10               | 3759             | 36                     | 99999999               | 99999999               | 62                     | 99999999               | 99999999               | 99999999               |
| Paweł Jassem                 | 5069             | 180              | 24130            | 413                    | 99999999               | 99999999               | 168                    | 99999999               | 99999999               | 4                      |
| Paulina Jatczak              | 10997            | 4608             | 27645            | 99999999               | 99999999               | 99999999               | 1419                   | 381                    | 99999999               | 139                    |
| Aleksander Jezioro           | 7526             | 50               | 16772            | 2375                   | 99999999               | 83                     | 199                    | 99999999               | 32                     | 99999999               |
| Jan Jeżowski                 | 563              | 367              | 99999999         | 99999999               | 99999999               | 99999999               | 99999999               | 99999999               | 99999999               | 99999999               |
| Tomasz Maciej Jochymski      | 5649             | 794              | 27567            | 815                    | 99999999               | 99999999               | 271                    | 99999999               | 99999999               | 99999999               |
| Edyta Jurkiewicz             | 6649             | 3364             | 8441             | 99999999               | 99999999               | 99999999               | 1582                   | 423                    | 99999999               | 99999999               |
| Tadeusz Kaczanowski          | 5084             | 52               | 10925            | 99999999               | 99999999               | 401                    | 606                    | 146                    | 99999999               | 99999999               |
| Michał Kaleta                | 13411            | 7200             | 68690            | 99999999               | 99999999               | 99999999               | 99999999               | 99999999               | 99999999               | 99999999               |
| Jacek Kalita                 | 6658             | 9                | 6550             | 44                     | 99999999               | 99999999               | 97                     | 99999999               | 99999999               | 99999999               |
| Michał Kania                 | 7801             | 842              | 24178            | 99999999               | 99999999               | 99999999               | 426                    | 99999999               | 99999999               | 19                     |
| Szymon Kapała                | 3237             | 1129             | 3523             | 99999999               | 99999999               | 99999999               | 1925                   | 99999999               | 99999999               | 99999999               |
| Włodzimierz Karłowicz        | 7802             | 1776             | 8440             | 99999999               | 99999999               | 99999999               | 99999999               | 99999999               | 99999999               | 99999999               |
| Jakub Kasprzak               | 4603             | 705              | 8432             | 99999999               | 99999999               | 99999999               | 1363                   | 99999999               | 99999999               | 99999999               |
| Danuta Kazmucha              | 9138             | 319              | 24083            | 99999999               | 82                     | 99999999               | 119                    | 28                     | 99999999               | 99999999               |
| Wojciech Kaźmierczak         | 10570            | 494              | 24180            | 369                    | 99999999               | 99999999               | 134                    | 99999999               | 99999999               | 3                      |
| Radosław Kiełbasiński        | 6673             | 5311             | 743              | 3814                   | 99999999               | 99999999               | 99999999               | 99999999               | 99999999               | 99999999               |
| Ryszard Kiełczewski          | 6274             | 160              | 10970            | 99999999               | 99999999               | 99999999               | 99999999               | 99999999               | 99999999               | 99999999               |
| Roman Kierznowski            | 4303             | 60               | 7551             | 2378                   | 99999999               | 99999999               | 739                    | 99999999               | 174                    | 99999999               |
| Wit Klapper                  | 5111             | 43               | 8231             | 4525                   | 99999999               | 283                    | 1819                   | 99999999               | 382                    | 99999999               |
| Julian Klukowski             | 6680             | 20               | 4759             | 900                    | 99999999               | 1                      | 17                     | 99999999               | 1                      | 99999999               |
| Michał Klukowski             | 12197            | 26               | 27677            | 99999999               | 99999999               | 99999999               | 117                    | 99999999               | 99999999               | 2                      |
| Jerzy Kniga-Leosz            | 6683             | 278              | 7701             | 99999999               | 99999999               | 99999999               | 1522                   | 99999999               | 306                    | 99999999               |
| Piotr Kołuda                 | 7809             | 206              | 6187             | 99999999               | 99999999               | 99999999               | 99999999               | 99999999               | 99999999               | 99999999               |
| Kacper Kopka                 | 15511            | 6072             | 68691            | 99999999               | 99999999               | 99999999               | 99999999               | 99999999               | 99999999               | 99999999               |
| Krzysztof Korosadowicz       | 2694             | 1094             | 4054             | 99999999               | 99999999               | 99999999               | 864                    | 99999999               | 158                    | 99999999               |
| Jacek Korpetta               | 6693             | 190              | 4748             | 99999999               | 99999999               | 99999999               | 1100                   | 99999999               | 208                    | 99999999               |
| Jakub Kotorowicz             | 4110             | 159              | 3524             | 1273                   | 99999999               | 99999999               | 1722                   | 99999999               | 99999999               | 99999999               |
| Krzysztof Kotorowicz         | 4111             | 44               | 3525             | 254                    | 99999999               | 99999999               | 182                    | 99999999               | 99999999               | 99999999               |
| Jakub Kowalczyk              | 4315             | 1549             | 5872             | 99999999               | 99999999               | 99999999               | 732                    | 99999999               | 99999999               | 99999999               |
| Roman Kowalewski             | 13651            | 2948             | 29663            | 99999999               | 99999999               | 99999999               | 442                    | 99999999               | 99999999               | 22                     |
| Apolinary Kowalski           | 6706             | 1                | 3757             | 214                    | 99999999               | 5                      | 29                     | 99999999               | 5                      | 99999999               |
| Jolanta Krogulska            | 6717             | 76               | 4682             | 99999999               | 1087                   | 99999999               | 808                    | 215                    | 99999999               | 99999999               |
| Piotr Kruszewski             | 6722             | 1180             | 24128            | 99999999               | 99999999               | 99999999               | 2158                   | 99999999               | 99999999               | 99999999               |
| Aleksander Krych             | 11358            | 1211             | 24219            | 99999999               | 99999999               | 99999999               | 506                    | 99999999               | 99999999               | 99999999               |
| Adam Krysa                   | 12999            | 1001             | 29032            | 1564                   | 99999999               | 99999999               | 514                    | 99999999               | 99999999               | 34                     |
| Roman Krzemień               | 6723             | 840              | 13882            | 99999999               | 99999999               | 99999999               | 99999999               | 99999999               | 99999999               | 99999999               |
| Piotr Kucharski              | 2933             | 163              | 3403             | 3315                   | 99999999               | 99999999               | 1788                   | 99999999               | 99999999               | 99999999               |
| Marek Kudła                  | 13491            | 81               | 13924            | 3161                   | 99999999               | 99999999               | 781                    | 99999999               | 99999999               | 99999999               |
| Czesław Kuklewicz            | 583              | 367              | 25496            | 99999999               | 99999999               | 99999999               | 3130                   | 99999999               | 671                    | 99999999               |
| Marian Kupnicki              | 1831             | 189              | 23081            | 716                    | 99999999               | 99999999               | 1050                   | 99999999               | 99999999               | 99999999               |
| Michał Kwiecień              | 5176             | 7                | 3755             | 85                     | 99999999               | 99999999               | 326                    | 99999999               | 99999999               | 99999999               |
| Krzysztof Lasocki            | 10117            | 24               | 4392             | 995                    | 99999999               | 20                     | 42                     | 99999999               | 8                      | 99999999               |
| Sławomir Latała              | 7060             | 434              | 8721             | 99999999               | 99999999               | 99999999               | 99999999               | 99999999               | 99999999               | 99999999               |
| Tomasz Latos                 | 3807             | 1067             | 24416            | 99999999               | 99999999               | 99999999               | 99999999               | 99999999               | 99999999               | 99999999               |
| Łukasz Lebioda               | 16315            | 92               | 13678            | 4449                   | 99999999               | 99999999               | 99999999               | 99999999               | 99999999               | 99999999               |
| Jacek Leśniczak              | 8978             | 266              | 11119            | 756                    | 99999999               | 99999999               | 606                    | 99999999               | 99999999               | 99999999               |
| Marcin Leśniewski            | 6751             | 19               | 3624             | 244                    | 99999999               | 99999999               | 1638                   | 99999999               | 99999999               | 99999999               |
| Jacek Lewandowski            | 5692             | 835              | 11129            | 99999999               | 99999999               | 99999999               | 1814                   | 99999999               | 373                    | 99999999               |
| Leszek Lipka                 | 16447            | 1369             | 13883            | 99999999               | 99999999               | 99999999               | 99999999               | 99999999               | 99999999               | 99999999               |
| Adam Lonski                  | 13364            | 1740             | 30307            | 99999999               | 99999999               | 99999999               | 1392                   | 99999999               | 99999999               | 135                    |
| Piotr Lutostański            | 6336             | 158              | 3404             | 2447                   | 99999999               | 99999999               | 1510                   | 99999999               | 99999999               | 99999999               |
| Igor Łosiewicz               | 10209            | 1480             | 27664            | 587                    | 99999999               | 99999999               | 527                    | 99999999               | 99999999               | 38                     |
| Krzysztof Łukaszewicz        | 4353             | 267              | 7461             | 3315                   | 99999999               | 99999999               | 799                    | 99999999               | 99999999               | 99999999               |
| Janusz Łunis                 | 2326             | 275              | 21325            | 99999999               | 99999999               | 99999999               | 99999999               | 99999999               | 99999999               | 99999999               |
| Artur Marek Machno           | 2732             | 605              | 14907            | 99999999               | 99999999               | 99999999               | 682                    | 99999999               | 99999999               | 99999999               |
| Andrzej Macieszczak          | 597              | 30               | 15704            | 99999999               | 99999999               | 99999999               | 99999999               | 99999999               | 99999999               | 99999999               |
| Kamil Madej                  | 13365            | 2793             | 30308            | 99999999               | 99999999               | 99999999               | 1392                   | 99999999               | 99999999               | 135                    |
| Marta Maj                    | 5701             | 224              | 17932            | 99999999               | 789                    | 99999999               | 980                    | 265                    | 99999999               | 99999999               |
| Leszek Majdański             | 1840             | 208              | 23080            | 552                    | 99999999               | 99999999               | 1050                   | 99999999               | 99999999               | 99999999               |
| Ewa Maksymiuk                | 9359             | 6383             | 24179            | 99999999               | 99999999               | 99999999               | 99999999               | 99999999               | 99999999               | 99999999               |
| Marcin Malesa                | 6774             | 1803             | 8416             | 99999999               | 99999999               | 99999999               | 1522                   | 99999999               | 99999999               | 99999999               |
| Andrzej Małek                | 4641             | 293              | 99999999         | 99999999               | 99999999               | 99999999               | 99999999               | 99999999               | 99999999               | 99999999               |
| Jacek Marciniak              | 5710             | 803              | 4303             | 99999999               | 99999999               | 99999999               | 99999999               | 99999999               | 99999999               | 99999999               |
| Wiktor Markowicz             | 7818             | 82               | 7809             | 1273                   | 99999999               | 2                      | 24                     | 99999999               | 3                      | 99999999               |
| Rafał Marks                  | 13438            | 1378             | 80678            | 99999999               | 99999999               | 99999999               | 99999999               | 99999999               | 99999999               | 99999999               |
| Krzysztof Martens            | 1115             | 12               | 1140             | 111                    | 99999999               | 99999999               | 195                    | 99999999               | 99999999               | 99999999               |
| Michał Maszenda              | 15352            | 7015             | 68695            | 99999999               | 99999999               | 99999999               | 99999999               | 99999999               | 99999999               | 99999999               |
| Marcin Mazurkiewicz          | 3844             | 27               | 41240            | 99999999               | 99999999               | 99999999               | 102                    | 99999999               | 99999999               | 99999999               |
| Piotr Mądry                  | 7371             | 459              | 3526             | 1491                   | 99999999               | 99999999               | 917                    | 99999999               | 99999999               | 99999999               |
| Krzysztof Michalik           | 5717             | 961              | 5727             | 99999999               | 99999999               | 99999999               | 2843                   | 99999999               | 99999999               | 99999999               |
| Leonard Michniewski          | 6789             | 335              | 22064            | 99999999               | 99999999               | 99999999               | 5736                   | 99999999               | 1053                   | 99999999               |
| Paweł Miechowicz             | 10095            | 400              | 5465             | 99999999               | 99999999               | 99999999               | 1968                   | 99999999               | 99999999               | 99999999               |
| Edward Mikołajczyk           | 5719             | 301              | 10555            | 99999999               | 99999999               | 99999999               | 1802                   | 99999999               | 371                    | 99999999               |
| Andrzej Milde                | 5248             | 70               | 4180             | 2751                   | 99999999               | 490                    | 236                    | 99999999               | 71                     | 99999999               |
| Mirosław Miłaszewski         | 1502             | 152              | 11256            | 99999999               | 99999999               | 99999999               | 775                    | 99999999               | 184                    | 99999999               |
| Ewa Miszewska                | 6795             | 104              | 4053             | 99999999               | 181                    | 99999999               | 500                    | 137                    | 99999999               | 99999999               |
| Krzysztof Moszczyński        | 606              | 92               | 15335            | 2441                   | 99999999               | 99999999               | 320                    | 99999999               | 99999999               | 99999999               |
| Jan Adam Moszyński           | 6807             | 184              | 28146            | 99999999               | 99999999               | 99999999               | 999                    | 99999999               | 99999999               | 99999999               |
| Mateusz Mroczkowski          | 7378             | 1190             | 27658            | 815                    | 99999999               | 99999999               | 416                    | 99999999               | 99999999               | 99999999               |
| Grzegorz Narkiewicz          | 6341             | 8                | 8267             | 52                     | 99999999               | 99999999               | 55                     | 99999999               | 99999999               | 99999999               |
| Piotr Nawrocki               | 6815             | 192              | 8446             | 1382                   | 99999999               | 99999999               | 622                    | 99999999               | 99999999               | 99999999               |
| Jerzy Neter                  | 1522             | 1684             | 13612            | 99999999               | 99999999               | 99999999               | 867                    | 99999999               | 159                    | 99999999               |
| Sławomir Niajko              | 11104            | 519              | 27668            | 99999999               | 99999999               | 99999999               | 641                    | 99999999               | 99999999               | 50                     |
| Henryk Niedźwiecki           | 609              | 92               | 99999999         | 99999999               | 99999999               | 99999999               | 99999999               | 99999999               | 99999999               | 99999999               |
| Łukasz Nierzwicki            | 10996            | 3781             | 28687            | 99999999               | 99999999               | 99999999               | 682                    | 99999999               | 99999999               | 57                     |
| Filip Nizioł                 | 6820             | 848              | 8445             | 99999999               | 99999999               | 99999999               | 1230                   | 99999999               | 99999999               | 99999999               |
| Janusz Cyprian Nowak         | 9280             | 73               | 10876            | 4525                   | 99999999               | 99999999               | 296                    | 99999999               | 45                     | 99999999               |
| Leszek Nowak                 | 2752             | 1310             | 12512            | 99999999               | 99999999               | 99999999               | 99999999               | 99999999               | 99999999               | 99999999               |
| Michał Nowosadzki            | 4662             | 13               | 8434             | 56                     | 99999999               | 99999999               | 159                    | 99999999               | 99999999               | 99999999               |
| Wojciech Olański             | 1539             | 39               | 7458             | 380                    | 99999999               | 99999999               | 304                    | 99999999               | 99999999               | 99999999               |
| Kazimierz Omernik            | 4665             | 51               | 7828             | 99999999               | 99999999               | 484                    | 682                    | 99999999               | 165                    | 99999999               |
| Krzysztof Oppenheim          | 613              | 367              | 13899            | 99999999               | 99999999               | 99999999               | 1606                   | 99999999               | 99999999               | 99999999               |
| Andrzej Orłow                | 6835             | 1144             | 545              | 3814                   | 99999999               | 99999999               | 1135                   | 99999999               | 229                    | 99999999               |
| Ervin Otvosi                 | 11936            | 1069             | 4757             | 1666                   | 99999999               | 484                    | 735                    | 99999999               | 171                    | 99999999               |
| Jakub Patreuha               | 14782            | 6864             | 68688            | 99999999               | 99999999               | 99999999               | 99999999               | 99999999               | 99999999               | 99999999               |
| Patryk Patreuha              | 14783            | 6931             | 68696            | 99999999               | 99999999               | 99999999               | 99999999               | 99999999               | 99999999               | 99999999               |
| Tomasz Pawełczyk             | 15746            | 7791             | 68697            | 99999999               | 99999999               | 99999999               | 99999999               | 99999999               | 99999999               | 99999999               |
| Bogusław Pazur               | 5310             | 69               | 5742             | 384                    | 99999999               | 99999999               | 536                    | 99999999               | 99999999               | 99999999               |
| Janusz Pietruk               | 619              | 367              | 13679            | 4525                   | 99999999               | 99999999               | 99999999               | 99999999               | 99999999               | 99999999               |
| Krzysztof Pikus              | 4405             | 71               | 7456             | 1930                   | 99999999               | 99999999               | 1286                   | 99999999               | 99999999               | 99999999               |
| Zbigniew Pinkiewicz          | 8057             | 231              | 4763             | 99999999               | 99999999               | 550                    | 1207                   | 99999999               | 244                    | 99999999               |
| Przemysław Piotrowski        | 4683             | 437              | 8464             | 1809                   | 99999999               | 99999999               | 787                    | 99999999               | 99999999               | 99999999               |
| Józef Pochroń                | 4684             | 58               | 4181             | 99999999               | 99999999               | 301                    | 500                    | 99999999               | 111                    | 99999999               |
| Jacek Poletyło               | 5329             | 68               | 7479             | 1983                   | 99999999               | 99999999               | 2701                   | 99999999               | 99999999               | 99999999               |
| Janusz Połeć                 | 8945             | 18               | 7820             | 4453                   | 99999999               | 550                    | 439                    | 99999999               | 99                     | 99999999               |
| Tomasz Przybora              | 11934            | 25               | 11469            | 704                    | 99999999               | 99999999               | 164                    | 99999999               | 99999999               | 99999999               |
| Jacek Pszczoła               | 5341             | 11               | 3756             | 14                     | 99999999               | 99999999               | 99999999               | 99999999               | 99999999               | 99999999               |
| Kazimierz Puczyński          | 6872             | 302              | 14759            | 99999999               | 99999999               | 490                    | 2158                   | 99999999               | 436                    | 99999999               |
| Mariusz Puczyński            | 6873             | 47               | 5468             | 872                    | 99999999               | 99999999               | 408                    | 99999999               | 99999999               | 99999999               |
| Tomasz Puczyński             | 7833             | 725              | 5469             | 99999999               | 99999999               | 99999999               | 1131                   | 99999999               | 99999999               | 99999999               |
| Janusz Radecki               | 6876             | 135              | 10871            | 99999999               | 99999999               | 99999999               | 1539                   | 99999999               | 316                    | 99999999               |
| Adam Ratyński                | 6879             | 140              | 6774             | 99999999               | 99999999               | 99999999               | 954                    | 99999999               | 99999999               | 99999999               |
| Olgierd Rodziewicz-Bielewicz | 5353             | 727              | 22637            | 99999999               | 99999999               | 99999999               | 99999999               | 99999999               | 99999999               | 99999999               |
| Jacek Romański               | 6887             | 15               | 3758             | 559                    | 99999999               | 3                      | 32                     | 99999999               | 4                      | 99999999               |
| Jerzy Russyan                | 5363             | 40               | 7796             | 2424                   | 99999999               | 4                      | 26                     | 99999999               | 2                      | 99999999               |
| Natalia Sakowska             | 10793            | 285              | 24109            | 1382                   | 133                    | 99999999               | 155                    | 39                     | 99999999               | 99999999               |
| Anna Krystyna Sarniak        | 6909             | 127              | 3406             | 99999999               | 67                     | 99999999               | 166                    | 46                     | 99999999               | 99999999               |
| Małgorzata Sawicka           | 4823             | 133              | 3595             | 99999999               | 268                    | 99999999               | 301                    | 81                     | 99999999               | 99999999               |
| Cezary Serek                 | 5374             | 523              | 30696            | 99999999               | 99999999               | 99999999               | 99999999               | 99999999               | 99999999               | 99999999               |
| Antoni Sękowski              | 4696             | 137              | 4764             | 99999999               | 99999999               | 550                    | 1207                   | 99999999               | 244                    | 99999999               |
| Jan Sikora                   | 6924             | 391              | 8407             | 1382                   | 99999999               | 99999999               | 553                    | 99999999               | 99999999               | 99999999               |
| Maciej Sikora                | 6925             | 673              | 8417             | 99999999               | 99999999               | 99999999               | 1129                   | 99999999               | 99999999               | 99999999               |
| Krzysztof Sikorski           | 4699             | 113              | 14767            | 99999999               | 99999999               | 99999999               | 1022                   | 99999999               | 193                    | 99999999               |
| Adam Skalski                 | 5808             | 926              | 4304             | 99999999               | 99999999               | 99999999               | 3219                   | 99999999               | 99999999               | 99999999               |
| Jerzy Skrzypczak             | 4451             | 38               | 7462             | 215                    | 99999999               | 99999999               | 227                    | 99999999               | 99999999               | 99999999               |
| Witold Sobotkowski           | 6936             | 323              | 18964            | 99999999               | 99999999               | 99999999               | 4012                   | 99999999               | 841                    | 99999999               |
| Włodzimierz Starkowski       | 1661             | 16               | 7890             | 101                    | 99999999               | 99999999               | 172                    | 99999999               | 99999999               | 99999999               |
| Jacek Stasica                | 10937            | 256              | 99999999         | 99999999               | 99999999               | 99999999               | 99999999               | 99999999               | 99999999               | 99999999               |
| Jeremi Stępiński             | 5423             | 84               | 7672             | 2447                   | 99999999               | 99999999               | 1122                   | 99999999               | 99999999               | 99999999               |
| Włodzimierz Stobiecki        | 3027             | 75               | 282              | 2924                   | 99999999               | 490                    | 1719                   | 99999999               | 366                    | 99999999               |
| Emil Stokłosa                | 10345            | 353              | 16929            | 99999999               | 99999999               | 99999999               | 99999999               | 99999999               | 99999999               | 99999999               |
| Wojciech Strzemecki          | 2806             | 67               | 6557             | 216                    | 99999999               | 99999999               | 1249                   | 99999999               | 99999999               | 99999999               |
| Aleksander Swatler           | 16717            | 326              | 13884            | 99999999               | 99999999               | 99999999               | 99999999               | 99999999               | 99999999               | 99999999               |
| Cezary Szadkowski            | 2151             | 80               | 21338            | 99999999               | 99999999               | 99999999               | 99999999               | 99999999               | 99999999               | 99999999               |
| Anna Szczepańska             | 3527             | 647              | 6117             | 99999999               | 99999999               | 99999999               | 719                    | 192                    | 99999999               | 99999999               |
| Kamila Szczepańska           | 8432             | 347              | 8449             | 99999999               | 99999999               | 99999999               | 980                    | 265                    | 99999999               | 99999999               |
| Agnieszka Szczypczyk         | 10084            | 2691             | 29033            | 99999999               | 99999999               | 99999999               | 1392                   | 372                    | 99999999               | 135                    |
| Stefan Szenberg              | 9424             | 628              | 4182             | 2794                   | 99999999               | 256                    | 775                    | 99999999               | 184                    | 99999999               |
| Leszek Sztyrak               | 4842             | 57               | 7464             | 99999999               | 99999999               | 99999999               | 597                    | 99999999               | 99999999               | 99999999               |
| Zbigniew Szurig              | 656              | 92               | 17892            | 99999999               | 99999999               | 99999999               | 99999999               | 99999999               | 99999999               | 99999999               |
| Marek Szymanowski            | 6963             | 23               | 7723             | 435                    | 99999999               | 99999999               | 115                    | 99999999               | 99999999               | 99999999               |
| Paweł Szymaszczyk            | 11903            | 1327             | 27679            | 99999999               | 99999999               | 99999999               | 1363                   | 99999999               | 99999999               | 99999999               |
| Adam Śmieszkoł               | 7415             | 1805             | 27659            | 815                    | 99999999               | 99999999               | 416                    | 99999999               | 99999999               | 17                     |
| Joanna Taczewska             | 3274             | 405              | 29688            | 99999999               | 227                    | 99999999               | 173                    | 50                     | 99999999               | 99999999               |
| Mikołaj Taczewski            | 3549             | 212              | 8403             | 99999999               | 99999999               | 99999999               | 1087                   | 99999999               | 99999999               | 99999999               |
| Włodzimierz Tarnowski        | 11419            | 1379             | 15798            | 99999999               | 99999999               | 99999999               | 1814                   | 99999999               | 373                    | 99999999               |
| Andrzej Terszak              | 10212            | 2099             | 27670            | 587                    | 99999999               | 99999999               | 498                    | 99999999               | 99999999               | 31                     |
| Wiesława Tomaszewska         | 9019             | 364              | 8177             | 99999999               | 99999999               | 99999999               | 1034                   | 298                    | 99999999               | 99999999               |
| Piotr Tuczyński              | 9146             | 194              | 24111            | 389                    | 99999999               | 99999999               | 232                    | 99999999               | 99999999               | 99999999               |
| Jacek Turczynowicz           | 6972             | 164              | 8849             | 99999999               | 99999999               | 99999999               | 99999999               | 99999999               | 99999999               | 99999999               |
| Piotr Tuszyński              | 6973             | 5                | 298              | 190                    | 99999999               | 99999999               | 287                    | 99999999               | 99999999               | 99999999               |
| Katarzyna Tyszkiewicz        | 10032            | 3951             | 24188            | 99999999               | 99999999               | 99999999               | 1419                   | 381                    | 99999999               | 139                    |
| Kazimierz Ujazdowski         | 3028             | 1234             | 25973            | 99999999               | 99999999               | 99999999               | 99999999               | 99999999               | 99999999               | 99999999               |
| Włodzimierz Wala             | 2831             | 61               | 7803             | 99999999               | 99999999               | 348                    | 1101                   | 99999999               | 243                    | 99999999               |
| Piotr Walczak                | 5856             | 62               | 6833             | 432                    | 99999999               | 99999999               | 1199                   | 99999999               | 99999999               | 99999999               |
| Artur Wasiak                 | 5859             | 396              | 22835            | 1809                   | 99999999               | 99999999               | 361                    | 99999999               | 99999999               | 99999999               |
| Izabela Weinhold             | 7428             | 1779             | 28710            | 99999999               | 99999999               | 99999999               | 719                    | 192                    | 99999999               | 59                     |
| Kamila Wesołowska            | 2838             | 949              | 24230            | 99999999               | 696                    | 99999999               | 511                    | 141                    | 99999999               | 99999999               |
| Piotr Wiankowski             | 4740             | 213              | 8502             | 903                    | 99999999               | 99999999               | 402                    | 99999999               | 99999999               | 99999999               |
| Kacper Wilczak               | 2179             | 1896             | 24126            | 99999999               | 99999999               | 99999999               | 744                    | 99999999               | 99999999               | 67                     |
| Andrzej Wilkosz              | 2843             | 17               | 4185             | 2240                   | 99999999               | 275                    | 122                    | 99999999               | 16                     | 99999999               |
| Marek Witek                  | 7431             | 63               | 8854             | 2305                   | 99999999               | 99999999               | 732                    | 99999999               | 99999999               | 99999999               |
| Łukasz Witkowski             | 9755             | 664              | 27665            | 99999999               | 99999999               | 99999999               | 247                    | 99999999               | 99999999               | 8                      |
| Jakub Wojcieszek             | 9550             | 203              | 27669            | 1346                   | 99999999               | 99999999               | 254                    | 99999999               | 99999999               | 99999999               |
| Henryk Wolny                 | 668              | 30               | 13885            | 99999999               | 99999999               | 99999999               | 415                    | 99999999               | 99999999               | 99999999               |
| Marek Wójcicki               | 5520             | 66               | 8859             | 960                    | 99999999               | 99999999               | 1776                   | 99999999               | 99999999               | 99999999               |
| Jerzy Zaremba                | 7025             | 46               | 8232             | 122                    | 99999999               | 142                    | 103                    | 99999999               | 83                     | 99999999               |
| Piotr Zatorski               | 8158             | 178              | 24144            | 790                    | 99999999               | 99999999               | 439                    | 99999999               | 99999999               | 99999999               |
| Antoni Zdzienicki            | 5881             | 3255             | 169              | 99999999               | 99999999               | 99999999               | 2158                   | 99999999               | 436                    | 99999999               |
| Piotr Zieliński              | 7871             | 2165             | 6553             | 99999999               | 99999999               | 99999999               | 3219                   | 99999999               | 99999999               | 99999999               |
| Adam Zimnielski              | 680              | 92               | 13680            | 99999999               | 99999999               | 99999999               | 99999999               | 99999999               | 99999999               | 99999999               |
| Joanna Zochowska             | 12145            | 90               | 3577             | 99999999               | 53                     | 99999999               | 46                     | 15                     | 99999999               | 99999999               |
| Piotr Żak                    | 7044             | 77               | 11955            | 125                    | 99999999               | 99999999               | 164                    | 99999999               | 99999999               | 99999999               |
| Katarzyna Żegilewicz         | 2198             | 966              | 17933            | 99999999               | 789                    | 99999999               | 1551                   | 430                    | 99999999               | 99999999               |
| Justyna Żmuda                | 10085            | 333              | 24231            | 1564                   | 82                     | 99999999               | 86                     | 24                     | 99999999               | 1                      |
| Adam Żmudziński              | 1776             | 3                | 4862             | 23                     | 99999999               | 99999999               | 43                     | 99999999               | 99999999               | 99999999               |
| Piotr Żurakowski             | 4523             | 311              | 7495             | 4279                   | 99999999               | 99999999               | 4275                   | 99999999               | 99999999               | 99999999               |